# Ait Saadelli
Ait Saadelli (franska: Ait Saadelli (CR), Ait Saadelli (Commune Rurale), arabiska: أيت اسحاق) är en kommun i Marocko.   Den ligger i provinsen Khénifra och regionen Béni Mellal-Khénifra, i den nordöstra delen av landet, 200 km sydost om huvudstaden Rabat. Antalet invånare är 2 621.